# Мюндольсайм
Мюндольсайм (фр. Mundolsheim [mundɔlsaɪm]) — коммуна на северо-востоке Франции в регионе Гранд-Эст (бывший Эльзас — Шампань — Арденны — Лотарингия), департамент Нижний Рейн, округ Страсбур, кантон Энайм. До марта 2015 коммуна являлась административным центром одноимённого упразднённого кантона и входила в состав упразднённого округа Страсбур-Кампань.
Площадь коммуны — 4,2 км², население — 5050 человек (2006) с тенденцией к снижению: 4817 человек (2013), плотность населения — 1146,9 чел/км².

## Население
Население коммуны в 2011 году составляло 4867 человек, в 2012 году — 4878 человек, а в 2013-м — 4817 человек.
| 1962 | 1968 | 1975 | 1982 | 1990 | 1999 | 2006 | 2008 | 2011 | 2012 | 2013 |
| ---- | ---- | ---- | ---- | ---- | ---- | ---- | ---- | ---- | ---- | ---- |
| 2015 | 3226 | 3545 | 3343 | 4698 | 5270 | 5050 | 5089 | 4867 | 4878 | 4817 |

Динамика населения:

## Экономика
В 2010 году из 3338 человек трудоспособного возраста (от 15 до 64 лет) 2470 были экономически активными, 868 — неактивными (показатель активности 74,0 %, в 1999 году — 72,7 %). Из 2470 активных трудоспособных жителей работали 2283 человека (1129 мужчин и 1154 женщины), 187 числились безработными (96 мужчин и 91 женщина). Среди 868 трудоспособных неактивных граждан 322 были учениками либо студентами, 362 — пенсионерами, а ещё 184 — были неактивны в силу других причин.

## Достопримечательности (фотогалерея)
- Здание мэрии
- Протестантская церковь
- Фахверковый дом